# P-funk

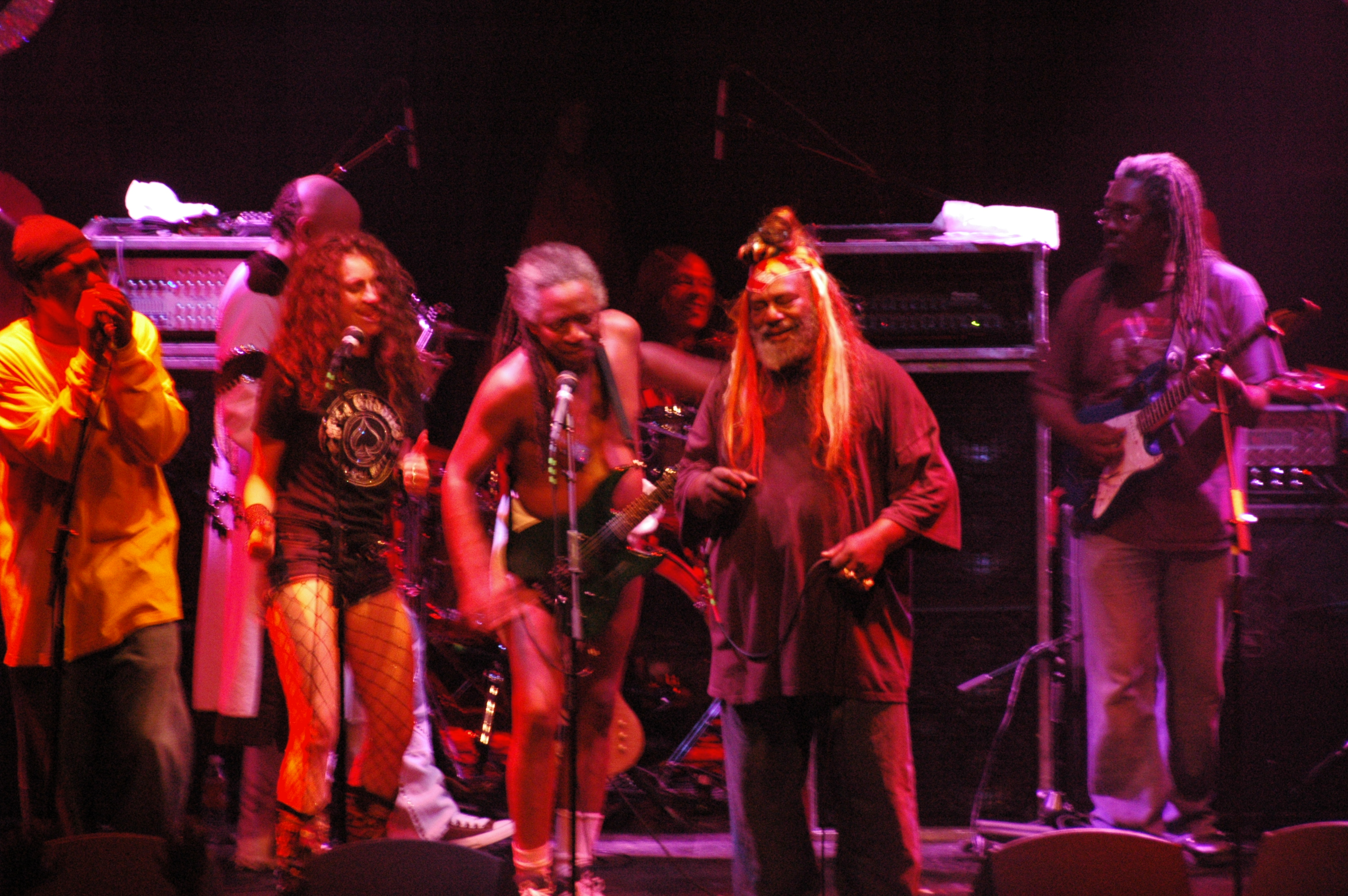
George Clinton in 2006

P-funk is een subgenre van funk, dat vaak wordt geassocieerd met George Clinton en andere leden van Parliament/Funkadelic, die hun hoogtijdagen hadden in de jaren zeventig.

## Kenmerken
Als een subgenre van funk wordt de p-funk gekenmerkt door een vol basgeluid, messcherpe ritmische gitaar, sterke op het ritme oriënterende blazersecties evenals een duidelijk aanwezige percussie. P-funk voegt daar echter nog meer jazzinvloed bij en een sterke invloed van  de psychedelische muziek. Een element uit de jazz van de jaren zestig en zeventig, namelijk de grote muzikale vrijheid en de drang om te experimenteren, laat zich ook zeer duidelijk zien in de p-funk. Kenmerkend zijn bijvoorbeeld de lange tot zeer lange jams.
Naast de muzikale experimenten, experimenteerden veel p-funkartiesten ook op uiterlijk gebied. P-funkconcerten stonden bekend om hun kleurrijke en uitbundige kleding. Meestal had elk van de vele bandleden een duidelijke afzonderlijke stijl, die vaak werd geïnspireerd door sciencefiction. Het uiterlijke vertoon van p-funk kon het best vergeleken worden met het rond dezelfde tijd populaire glamrock.
De p-funk kenmerkte zich tevens door een uitgebreide mythologie, die door meerdere artiesten werd verfijnd of uitgebreid. De meeste p-funkmythologie heeft haar oorsprong echter in de conceptalbums van Parliament.

## Oorsprong van de P
De etymologie van de term p-funk is het onderwerp van meerdere interpretaties. De term wordt afwisselend gezien als een afkorting van "Parliament-Funkadelic", "pure funk" of "Plainfield funk", refererend aan  Plainfield, New Jersey, de thuisbasis van de oorspronkelijke bezetting van Parliament/Funkadelic. De informatie bij het Parliament-album Motor Booty Affair suggereert echter dat de "P" voor "Pure" (puur) staat.
P-funk moet niet verward worden met punkfunk, een term die werd gebruikt om de muziek van Rick James te beschrijven, ook al was Rick James wel duidelijk geïnspireerd door de p-funk.

## Belangrijke p-funkbands en -artiesten
- Parliament
- Funkadelic
- Bootsy Collins / Bootsy's Rubber Band
- George Clinton / George Clinton & the P-Funk All Stars
- Eddie Hazel
- Maceo Parker
- Fred Wesley
- Horny Horns
- Gary Shider
- Brides of Funkenstein
- Parlet
- Mutiny
- Quazar (P-funk)
- Kiddo (P-funk)
- Godmama
- Sweat Band
- Junnie

## Volgelingen
P-funk is door vele artiesten gesampled, waaronder Public Enemy, OutKast, Arrested Development, Gotcha!, Brand Nubian en Digital Underground.
Artiesten als bijvoorbeeld Prince en de Red Hot Chili Peppers hebben zich in meer en mindere mate laten beïnvloeden door de p-funk.